# Awkwafina è Nora del Queens
Awkwafina è Nora del Queens (Awkwafina Is Nora from Queens) è una serie televisiva statunitense del 2020, creata da Awkwafina e Teresa Hsiao.
La serie viene trasmessa negli Stati Uniti su Comedy Central dal 20 gennaio 2020. In Italia viene trasmessa su Comedy Central dal 1º dicembre 2021.

## Trama
La serie è incentrata su una giovane donna sui vent'anni di nome Nora Lin. Cresciuta insieme a sua cugina da suo padre e sua nonna, Nora si appoggia sulla sua famiglia mentre attraversa la giovane età adulta nella Chinatown di Queens a New York.

## Episodi
| Stagione         | Episodi | Prima TV USA | Prima TV Italia |
| ---------------- | ------- | ------------ | --------------- |
| Prima stagione   | 10      | 2020         | 2021            |
| Seconda stagione | 10      | 2021         | 2023            |
| Terza stagione   | 7       | 2023         | 2023            |

## Personaggi e interpreti

### Personaggi principali
- Nora Lin, interpretata da Awkwafina, doppiata da Alessia Amendola.
- Nonna, interpretata da Lori Tan Chinn, doppiata da Lorenza Biella.
- Wally, interpretato da BD Wong, doppiato da Marco Guadagno.

### Personaggi ricorrenti
- Melanie, interpretata da Chrissie Fit, doppiata da Joy Saltarelli.
- Doug, interpretato da Jonathan Park, doppiato da Gianluca Crisafi.
- Edmund, interpretato da Bowen Yang, doppiato da Manuel Meli.
- Brenda, interpretata da Jennifer Esposito, doppiata da Sabrina Duranti.